# Diplectroides nigrolineatus
Diplectroides nigrolineatus là một loài bọ cánh cứng thuộc họ Oedemeridae. Loài này được miêu tả khoa học đầu tiên năm 1925 bởi Pic.